# スイスコム
スイスコム (独: Swisscom AG) は、スイス・ベルン近郊のイッティゲン (Ittigen) に本拠を置く電気通信事業者。同国最大の電気通信事業者である。スイス連邦政府が51％の株を保有し、2019年末時点で約19,000人の従業員を抱える。

## 沿革
1852年にザンクト・ガレンとチューリッヒの間でサービスを開始した電信サービスと1877年から始まった電話サービスがルーツであり、1920年にPost-, Telefon- und Telegrafenbetriebe (PTT) として両サービスが一体化された。1986年にデジタル通信サービスを開始した。
1997年の規制緩和で電気通信事業への民間事業者の参入が認められたことを受けて、1997年10月に電気通信事業と郵便事業を分離、郵便事業は「スイスポスト」となる一方、電気通信事業は新たに「スイスコム」としてリブランドされた。2006年4月、スイスコムの完全民営化が連邦参事会により提起されたが否決された。現在のロゴは2007年12月に発表され、翌2008年から使用されている。
2019年に第5世代移動通信システムの導入を開始、スイスの主要都市や観光地で、5Gのネットワークが利用可能となった。
完全子会社としてFastweb S.p.A.があり、イタリアにおける固定電話、ブロードバンドインターネット、IP放送サービスを提供している。スイスコムの売上の2割弱がFastweb S.p.A.による。